# Val de Sambre
Le Val de Sambre est une région du département du Nord dans la région Nord-Pas-de-Calais.
Elle est située dans le sud du département et, comme l'indique son nom, s'étend autour de la Sambre, un affluent de la Meuse.
Région urbanisée, le Val de Sambre inclut notamment la ville de Maubeuge qui, au sein de l'Agglomération Maubeuge Val de Sambre (AMVS), forme la quatrième agglomération du département après Lille, Dunkerque et Valenciennes.